# Distretto di Khemisti
Il distretto di Khemisti è un distretto della provincia di Tissemsilt, in Algeria.

## Comuni
Il distretto di Khemisti comprende 2 comuni:
- Khemisti
- Layoune